# زنبق کوتوله
زنبق کوتوله (نام علمی: Iris pumila) نام یک گونه از سرده زنبق است.